# Катастрофа Boeing 737 в Мангалуре
Катастрофа Boeing 737 в Мангалуре — крупная авиационная катастрофа, произошедшая 22 мая 2010 года. Авиалайнер Boeing 737-8HG авиакомпании Air-India Express выполнял плановый рейс IX812 по маршруту Дубай — Мангалур, но после посадки в пункте назначения выкатился за пределы взлётной полосы аэропорта Мангалур и рухнул в овраг. Изначально из находившихся на его борту 166 человек (160 пассажиров и 6 членов экипажа) выжили 9, но 1 пассажир умер по дороге в больницу.
Катастрофа рейса 812 является четвёртой (по числу погибших) в истории Индии (после столкновения над Чархи-Дадри в 1996 году, в также катастрофы Boeing 787 под Ахмадабадом), и четвёртой в истории гражданской авиации Индии (после катастроф двух Boeing 747 под Корком и под Бомбеем, а также катастрофы Boeing 787 под Ахмадабадом). До 2018 года была крупнейшей авиакатастрофой в истории Boeing 737 (до катастрофы возле Джакарты). Также она стала второй авиакатастрофой в 2010 году с участием Boeing 737-800 (первая — катастрофа под Бейрутом).

## Самолёт
Boeing 737-8HG (регистрационный номер VT-AXV, заводской 36333, серийный 2481) был выпущен в 2007 году (первый полёт совершил 20 декабря под тестовым б/н N1787B). 15 января 2008 года был передан авиакомпании Air-India Express, в которой получил имя Victoria Memorial / Konark Sun Temple. Оснащён двумя турбовентиляторными двигателями CFM International CFM56-7B27/3. На день катастрофы совершил 2833 цикла «взлёт-посадка» и налетал 7199 часов.

## Экипаж и пассажиры
Самолётом управлял опытный экипаж, его состав был таким:
- Командир воздушного судна (КВС) — 55-летний Златко Глушица (серб. Zlatko Glušica), серб (также имел гражданство Великобритании)[12][13]. Очень опытный пилот, в авиакомпании Air-India Express проработал 1 год и 5 месяцев (с 15 декабря 2008 года). Ранее работал в авиакомпании JAT, в которой управлял самолётами McDonnell Douglas DC-9 и Boeing 737-300. Налетал 10 215 часов, 2844 из них на Boeing 737-800 (все в должности КВС).
- Второй пилот — 40-летний Харбиндер С. Ахлувалия (англ. Harbinder S. Ahluwalia), индиец. Опытный пилот, в авиакомпании Air-India Express проработал 1 год (с 27 апреля 2009 года). Ранее работал в авиакомпании Jet Airways. Налетал свыше 3620 часов, 3319 из них на Boeing 737-800.

В салоне самолёта работали четверо бортпроводников:
- Суджата С. Сюрваз (англ. Sujata S. Survase), 28 лет. В Air-India Express с 27 сентября 2007 года. Налетала 1616 часов.
- Мохаммед Али (англ. Mohammed Ali), 25 лет. В Air-India Express с 5 августа 2008 года. Налетал 702 часа.
- Югантар Рана (англ. Yugantar Rana), 28 лет. В Air-India Express с 5 августа 2008 года. Налетал 1352 часа.
- Теджал А. Комулкар (англ. Tejal A. Komulkar), 25 лет. В Air-India Express с 7 июля 2009 года. Налетала 333 часа.

| Гражданство             | Пассажиры | Экипаж | Всего |
| ----------------------- | --------- | ------ | ----- |
| Индия                   | 159       | 5      | 164   |
| Сербия / Великобритания | 0         | 1      | 1     |
| Бангладеш               | 1         | 0      | 1     |
| Всего                   | 160       | 6      | 166   |

## Хронология событий

### Предшествующие обстоятельства
21 мая 2010 года Boeing 737-8HG борт VT-AXV выполнил плановый рейс IX811 из Мангалура в Дубай (вылет из аэропорта Мангалура в 21:35 GST, посадка в аэропорту Дубая в 23:44). После дозаправки и технического обслуживания лайнер должен был выполнить обратный рейс IX812 из Дубая в Мангалур. На борт самолёта поднялись 160 пассажиров; ещё 9 пассажиров, которые уже забронировали места, по неизвестным причинам не поднялись на борт. 22 мая в 01:06 GST рейс IX812 вылетел из Дубая и через некоторое время набрал эшелон FL370 (11 300 метров). Полёт прошёл без происшествий, всё это время самолётом управлял второй пилот и он же вёл переговоры со службами УВД, так как КВС на протяжении почти всего полёта (в течение 1 часа 40 минут) спал.
Аэропорт Мангалура располагается на возвышенной местности и входит в десятку самых опасных аэропортов Индии. Согласно решению Государственного авиационного комитета Индии (DGCA), взлёт и заход на посадку в аэропорту Мангалур должен выполнять только командир экипажа (на момент катастрофы КВС Глушица совершил в аэропорту Мангалур 16 взлётов и посадок).
В 209 километрах от аэропорта Мангалур второй пилот связался с авиадиспетчером контрольного пункта и попросил разрешение на снижение до 2100 метров, однако получил отказ, так как в это время на данном эшелоне находился другой самолёт; в 05:46 авиадиспетчер разрешил рейсу 812 снижение до 2100 метров.
В 05:47 рейс 812 начал снижение, лайнер в этот момент находился в 124 километрах от аэропорта Мангалур. Погодные условия для посадки были благоприятными: видимость составляла более 6 километров, ветер умеренный, атмосферных осадков не наблюдалось. В ходе снижения контрольная карта посадки была зачитана командиром лишь частично и намного позже, чем требуется установленными нормами захода на посадку. В 05:50, находясь в 80,5 километрах от аэропорта, рейс 812 пересёк эшелон FL295 (9000 метров). Несмотря на снижение и чёткое выполнение указаний авиадиспетчера, лайнер заходил на посадку выше нормальной глиссады.
КВС принял решение ускорить снижение, когда понял, что рейс 812 находится гораздо выше, чем необходимо. С этой целью он выпустил шасси и установил закрылки на 40°, но лайнер продолжал заход на посадку выше глиссады почти в два раза.

### Катастрофа

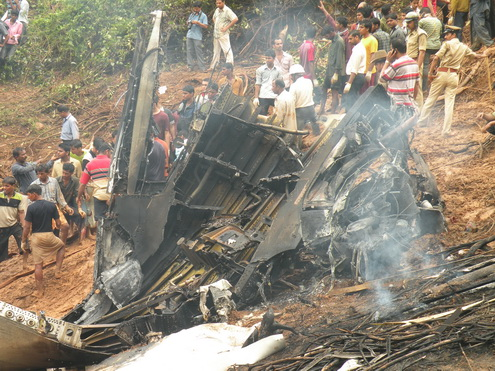
Обломки рейса 812

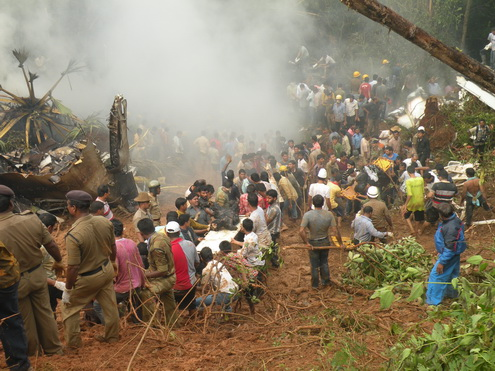
Местные жители помогают проводить поисково-спасательную операцию на месте катастрофы

Экипаж рейса 812 получил от службы УВД разрешение на посадку и начал выполнять стандартный заход по приборам (ILS) на ВПП № 24. Погодные условия были нормальными, последние сообщения между экипажем и авиадиспетчером не зафиксировали в голосе второго пилота тревоги или паники.
Второго пилота обеспокоило, что лайнер находится слишком высоко, и он предложил командиру уйти на второй круг, однако тот продолжил снижение, находясь выше нормальной траектории. Второй пилот повторил, что необходимо уходить на второй круг, на что КВС воскликнул: О мой Бог, отключил автопилот и увеличил скорость снижения до 20 м/сек. Это привело к срабатыванию сигналов GPWS «SINK RATE!» и «PULL UP!» (набор высоты и высокий риск столкновения с землёй). В 06:05 GST рейс IX812 приземлился на 1600-й метр ВПП № 24 (её длина 2448 метра), выкатился за её пределы, протаранил 90-метровую насыпь из песка, правым крылом срезал радиомаяк ИЛС и скатился в овраг глубиной 240 метров в конце ВПП аэропорта Мангалура. Скатившись вниз по склону, лайнер разрушился на две части и из его повреждённых топливных баков выплеснулся керосин, вызвав сильный пожар.
В первые секунды после катастрофы нескольким пассажирам удалось выбраться из разбившегося самолёта через выбитые иллюминаторы. Выжившие пассажиры направились за помощью к местным жителям, которые оказались на месте катастрофы раньше спасательных служб. Позже прибыли 15 пожарных машин, 20 автомобилей скорой помощи и около 100 сотрудников спасательных служб. 9 пострадавших пассажиров были госпитализированы, 1 пассажирка скончалась от полученных ранений по дороге в больницу.
К поисково-спасательной операции были привлечены 150 сотрудников организации «Central Industrial Security Force». В первый день из-под обломков удалось извлечь тела 87 погибших и отправить их останки для опознания родственниками. Всего в катастрофе погибли 158 человек — все 6 членов экипажа и 152 пассажира; большинство из них умерли от сильных ожогов. Выжившие 8 пассажиров (7 граждан Индии и единственный гражданин Бангладеш) получили ранения различной степени тяжести.

## Расследование
Расследование причин катастрофы рейса IX812 проводил Государственный авиационный комитет Индии (DGCA) при участии Управления аэропортов Индии (AAI).
Параметрический самописец был найден 23 мая, речевой самописец — 25 мая.
Окончательный отчёт расследования был опубликован 31 октября 2010 года.
Согласно отчёту, главной причиной катастрофы стали ошибочные действия командира экипажа — несмотря на замечания второго пилота и звучащие сигналы GPWS, он продолжил заход на посадку и предпринял попытку уйти на второй круг уже после приземления на ВПП. Касание ВПП № 24 произошло в 1600 метрах от её начала и лайнеру не хватило оставшегося расстояния (848 метров) для нормального торможения. Исследование обломков лайнера показало, что на момент катастрофы РУДы обоих двигателей находились в положении «полный газ». Уже на пробеге самолёта по ВПП командир внезапно предпринял попытку уйти на второй круг и перевёл РУДы во взлётный режим, что лишь усугубило ситуацию. Расшифровка речевого самописца показала, что второй пилот заметил ошибку командира и рекомендовал уходить на второй круг, ещё когда самолёт находился в 4 километрах от взлётной полосы. Такое поведение командира могло быть вызвано тем, что он в течение 1 часа и 40 минут полёта спал и после пробуждения, вероятно, не смог быстро сосредоточиться и разобраться в нестандартной ситуации.
Также на катастрофу повлияли дополнительные факторы:
- Отсутствие контрольного радара MSSR в аэропорту Мангалура, в связи с чем службы УВД допустили ошибку и разрешили экипажу рейса 812 снижаться немного позже, чем необходимо. В связи с этим самолёт следовал на посадку гораздо выше нормальной глиссады.
- Отсутствие активных действий второго пилота, который вовремя обнаружил ошибку КВС, но при этом не предпринял активных мер по её устранению.
- Расположение аэропорта Мангалур на возвышенной местности, окружённой оврагом, что в определённой мере усложняло заход на посадку[18].

## Память
- 27 июля 2010 года недалеко от места катастрофы был возведён мемориал с именами 158 погибших, однако 5 октября того же года он был разрушен вандалами[19].
- В 2018 году в Мангалуре был построен новый мемориал погибшим в катастрофе рейса IX812. Он был открыт 22 мая 2018 года, в 8-ю годовщину катастрофы[20].